# جوانا روث
جوانا روث (بالإنجليزية: Joanna Roth)‏ هي ممثلة بريطانية، ولدت في 1965 في آرهوس في الدنمارك.

## وصلات خارجية
- جوانا روث على موقع IMDb (الإنجليزية)
- جوانا روث على موقع قاعدة بيانات الفيلم (الإنجليزية)